# Barletta
Barletta ist eine Hafenstadt der italienischen Provinz Barletta-Andria-Trani in Apulien. Die Stadt hat 92.365 Einwohner (Stand 31. Dezember 2023).

## Lage
Die Nachbargemeinden sind Andria, Canosa di Puglia, Margherita di Savoia, San Ferdinando di Puglia, Trani und Trinitapoli.

## Geschichte
Vor der Besiedelung durch Griechen und Römer unterhielten bereits die Phönizier an diesem Platz einen Handelsstützpunkt, den sie Baal-El nannten.
Im 3. Jahrhundert v. Chr. wurde die Stadt unter dem Namen Bardulos bzw. Barulum neu gegründet. Nach der Eroberung durch die Langobarden wurde die Gegend schließlich von den Normannen übernommen, die hier eine Festung errichteten. Während der Zeit der Kreuzzüge wurde Barletta einer der wichtigen Sammelpunkte für die Ritterheere. Der Deutsche Ritterorden, die Templer und die Johanniter unterhielten hier Niederlassungen. Als die Muslime das umstrittene Land zurückerobert hatten, lebte der Erzbischof von Nazareth ab 1327 dauerhaft in Barletta im Exil.
Unter Friedrich II. und den Anjou erlebte die Stadt ihre Blütezeit. Im Jahre 1503 fand hier eine italienisch-französische Auseinandersetzung statt, die als Disfida di Barletta bekanntgeworden ist. Im Zweiten Weltkrieg war die Stadt Schauplatz der ersten Aktion der Resistenza, des italienischen Widerstandes gegen den Nationalsozialismus. Seit 2008 ist Barletta eine der drei Hauptstädte der neu gegründeten Provinz Barletta-Andria-Trani.

## Sehenswürdigkeiten

Stauferkastell

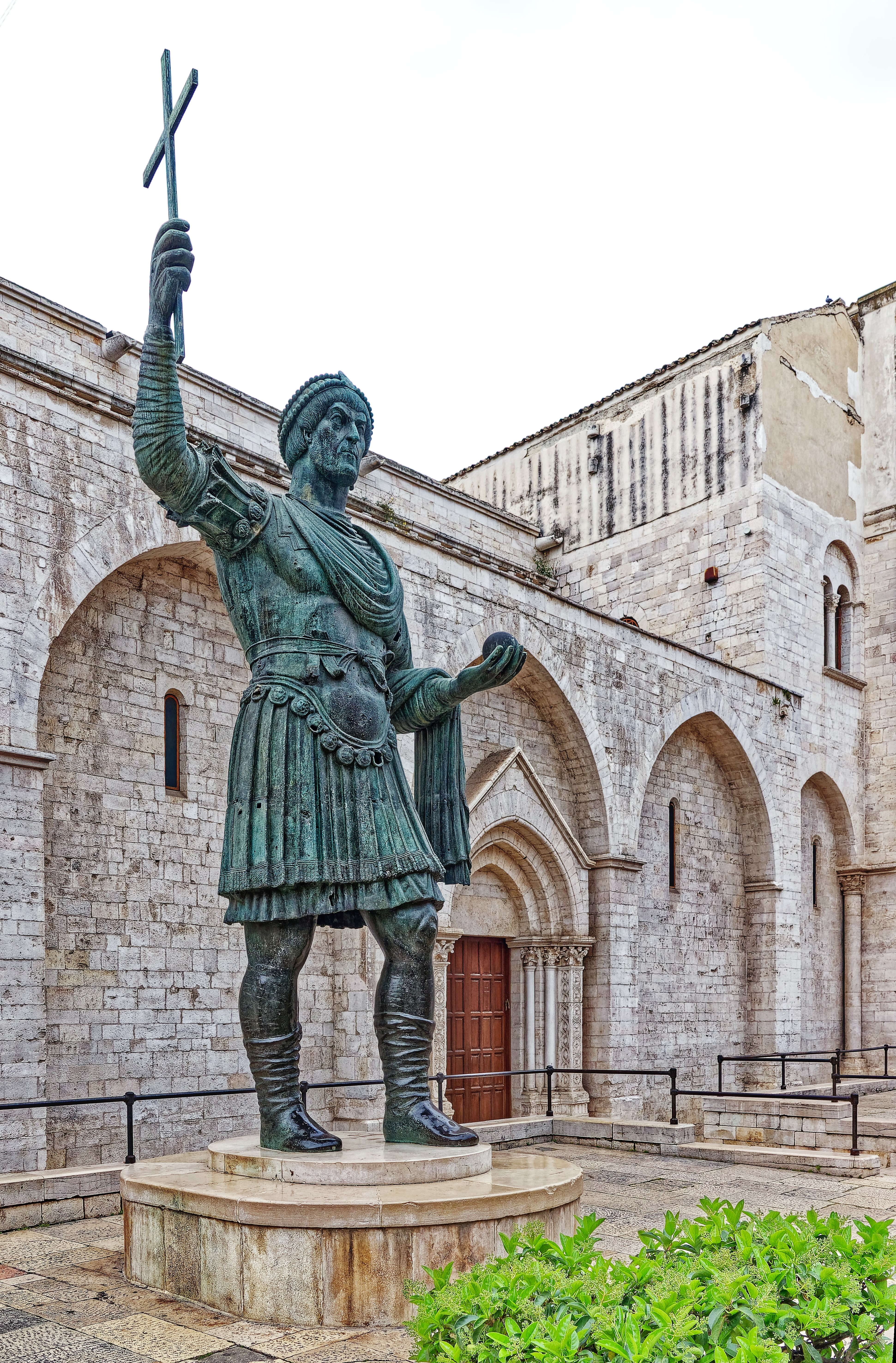
Koloss von Barletta vor der Basilika Santo Sepolcro

Sehenswert sind der Dom aus dem 12. bis 14. Jahrhundert, ein Kastell der Staufer aus dem 13. und 16. Jahrhundert und der sogenannte Koloss von Barletta, eine Bronzestatue eines römischen Kaisers aus dem 5. Jahrhundert. Im Südwesten der Stadt liegt das Schlachtfeld von Cannae.
- Das Stauferkastell wurde zu Beginn des 10. Jahrhunderts von den Normannen errichtet. Während der Kreuzzüge diente es als Stützpunkt für Kreuzritter und ihren Anhang, die sich hier auf dem Weg ins Heilige Land sammelten.

Unter der Regierung Friedrichs II. wurde das Kastell in der Zeit von 1225 bis 1228 weiter ausgebaut. Als die Anjou in Apulien die Herrschaft übernahmen, ließen sie die Festung weiter ausbauen. Unter Karl V. wurde die Festung ein weiteres Mal ausgebaut, um vier massive Bastionen erweitert und erhielt ihre heutige Gestalt.
Während des Ersten Weltkriegs diente das Kastell als Kaserne und Waffenarsenal.
- Die Kathedrale Santa Maria Maggiore ist auf den Fundamenten eines ehemaligen Neptun-Tempels errichtet worden. Der Bau zeigt eine Mischung von romanischen und gotischen Bauformen. In einem unteren Geschoss befinden sich die so genannten Grotticella-Gräber aus dem 3. Jahrhundert v. Chr.,[2] über denen im 6. Jahrhundert eine frühchristliche Basilika erbaut wurde. Im 12. Jahrhundert wurde an dieser Stelle eine romanische Basilika errichtet, die 1267 geweiht wurde. Der Bau wurde im 14. Jahrhundert im Stil der Gotik verändert, das Schiff erhielt ein gotisches Rippengewölbe.

- Die Kirche San Giacomo, erbaut im 11. Jahrhundert, wurde auf den Resten eines Isis-Tempels aus römischer Zeit errichtet, der als erstes Isis-Heiligtum auf römischem Boden gilt. Mitte des 18. Jahrhunderts fiel die Kirche einem Erdbeben zum Opfer und wurde nach ihrem Wiederaufbau 1751 neu geweiht.

- Die Basilika Santo Sepolcro weist auf die Verbindung der Hafenstadt in das Heilige Land hin. Zusammen mit einem Pilgerhospiz bildete sie einen Durchgangsort. Das Gebäude wurde Ende des 12. Jahrhunderts in gotisch-burgundischen Formen errichtet. Der Grundriss der dreischiffigen Basilika besteht aus sieben Jochen, die vom Narthex bis zum Querschiff reichen und von Bögen und Spitzbogengewölben aus dem späten 14. Jahrhundert überspannt werden. Die Kapelle über dem Narthex beherbergt den Schatz, der nach dem Rückzug der Kreuzfahrer hierher gelangte.

- Die Kirche Santa Maria degli Angeli im ehemaligen griechischen Stadtviertel aus der ersten Hälfte des 15. Jahrhunderts

## Museen
- Pinacoteca De Nittis im Palazzo della Marra. Gezeigt werden in einer Dauerausstellung Werke des impressionistischen Malers Giuseppe de Nittis

- Museo civico e Pinacoteca di Barletta im Kastell. Gezeigt werden die Sammlung Immesi, Gabbiani, Ricci. Im Kastell wird die berühmte zeitgenössische Büste aufbewahrt, die Friedrich II. darstellen soll.

- Museum der Kathedrale, eine Sammlung von sakraler Kunst und liturgischen Gegenständen, sowie 2000 Pergamentcodices und -handschriften, einige davon aus dem 9. Jahrhundert
- Antiquarium in Canne della Battaglia. Präsentiert werden Fundstücke aus den Ausgrabungen des Schlachtfelds von Cannae und zwar prähistorische Fundstücke, griechische sowie mittelalterliche. Das Museum hat eine reiche Sammlung von Vasen mit geometrischem Dekor aus dem 4. bis 3. Jahrhundert v. Chr., Grabbeigaben eines antiken Gräberfeldes bei Cannae.
- Kirchenschatz der Basilica Santo Sepolcro, mit liturgischen Gegenständen aus Gold, von denen einige aus dem vorderen Orient stammen.

## Wirtschaft
Wirtschaftlich sind die Meersalzgewinnung, die Papier-, Chemie- und Zementindustrie bedeutsam.

## Städtepartnerschaften
- Barlettas Partnerstadt ist seit 2010 die Stadt Herceg Novi in Montenegro.[3]

## Persönlichkeiten
- Mariano Santo (1488–1556/96), Chirurg
- Francesco Saverio del Carretto (1777–1861), Politiker
- Carlo Cafiero (1846–1892), Anarchist und Revolutionär
- Giuseppe De Nittis (1846–1884), Maler
- Nino Frank (1904–1988), Filmkritiker
- Carlo Maria Giulini (1914–2005), Dirigent
- Francesco Kardinal Monterisi (* 1934), römisch-katholischer Kurienkardinal
- Michele Seccia (* 1951), römisch-katholischer Geistlicher, Erzbischof von Lecce
- Pietro Mennea (1952–2013), Sprinter
- Susanna Capurso (* 1958), Schauspielerin
- Michele Di Pace (* 1960), Sprinter
- Sebastiano Paciolla (1962–2021), Ordenspriester und Theologe
- Veronica Inglese (* 1990), Langstreckenläuferin
- Eleonora Alvisi (* 2003), Tennisspielerin